# 8514/A

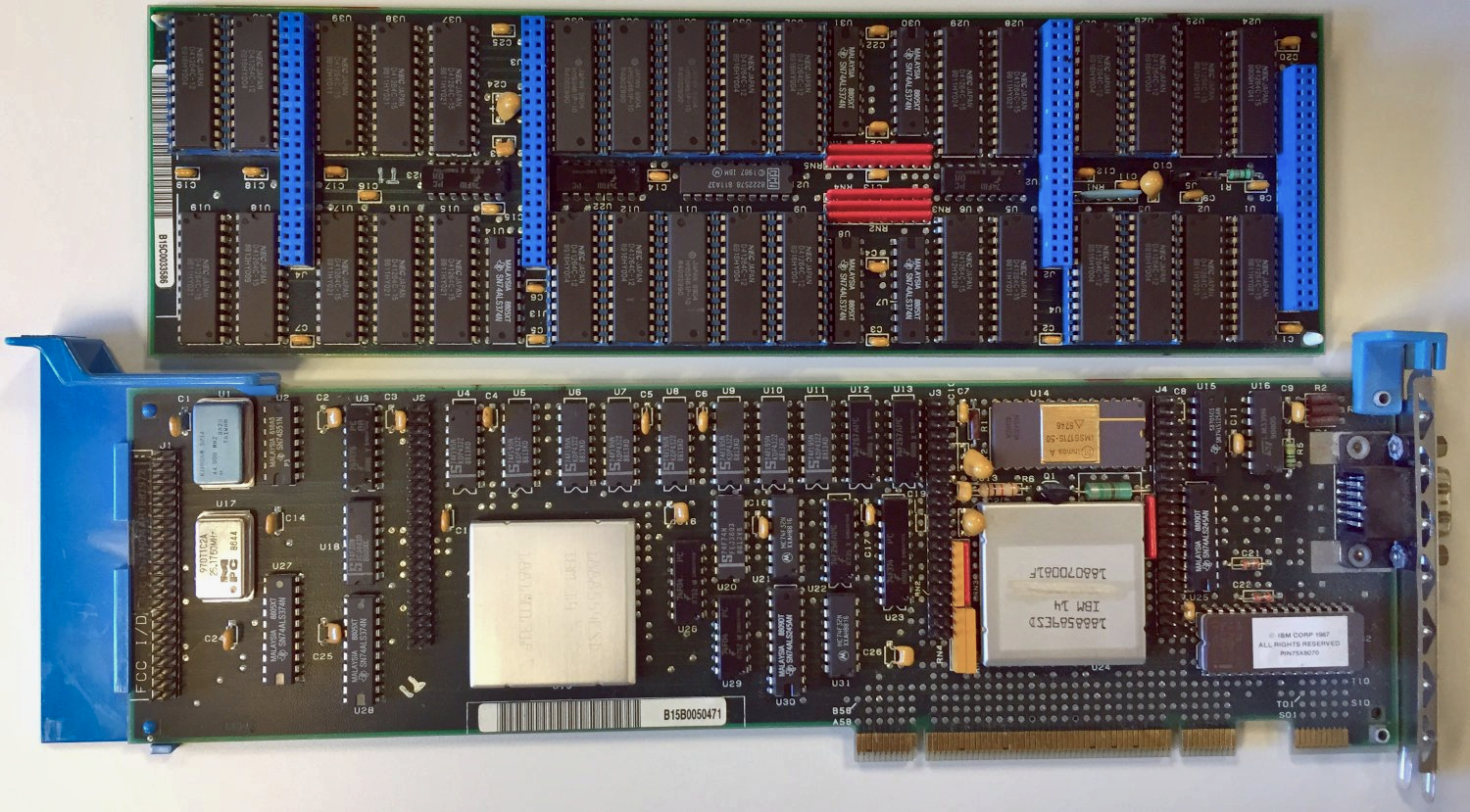
IBM 8514/A

8514/A は、1987年にIBM社がIBM PS/2用として販売したグラフィックアダプター（ビデオカード）の規格であり、1024x768ピクセル、256色、43.5Hzインターレース表示をサポートする。"8514"は基本的にはディスプレイコントローラーハードウェアの8514/Aディスプレイ・アダプターを指し示す。しかしながら、IBMは8514/A用の純正CRTモニターにも8514で始まる型番を付けている。

## 歴史
8514はアダプター・インターフェースあるいはAIと呼ばれる標準化プログラミングインターフェースを使用する。このインターフェースはXGA、IBM イメージ・アダプター/A (Image Adapter/A)、およびATIテクノロジーズ Mach32 やIIT AGXといった8514/AおよびXGAの他社製互換品でも使われた。インターフェースはコンピューターソフトウェアに8514ハードウェアへの共通の3D描画操作（線描画、塗りつぶし、BITBLT）を軽減させることを可能にする。これは、他の処理を行うホストCPUの負荷を減らし、さらにグラフィックの再描画（円グラフやCAD図面など）の速度を大きく向上させた。
8514は1987年4月にIBM Personal System/2と共に発表された。それはMicro ChannelアーキテクチャーをベースとするPS/2のVideo Graphics Array (VGA) に対するオプションのアップグレードで、PS/2の発表から3ヶ月以内に出荷された。
ハードウェアアクセラレーションをサポートした最初のIBM PC用ビデオカードではないにもかかわらず、IBM 8514は最初のPC一般市場向け固定機能アクセラレーターであるとよく言われている。8514が登場するまで、PCグラフィックアクセラレーションは高価なワークステーションクラスのグラフィックコプロセッサボードに追いやられていた。コプロセッサボード（TARGA Truevisionシリーズなど）はプログラム可能な専用のCPUまたはDSPチップで構成されていた。8514などの固定機能アクセラレーターはより良いコストパフォーマンスでそれに見合ったプログラムの柔軟性を提供した。
後に登場した8514互換ボードはテキサス・インスツルメンツTMS34010チップをベースにしていた。
8514は後継のIBM XGAに置き換えられた。
8514はベストセラーにはならなかったが、製品は1990年代初めに急成長することになる固定機能PCグラフィックアクセラレーターの市場を作り上げた。
ATI Mach 8とMach 32チップは有名な互換品で、S3 Graphicsを代表とするいくつかの企業によってレジスタ互換ではないが8514/Aと非常によく似たコンセプトを持ったグラフィックアクセラレーターチップが設計された。

## ソフトウェアサポート
このグラフィック規格をサポートするソフトウェアには次が挙げられる。
- OS/2
- Windows 2.1
- XFree86 2.1.1
- Autocad 10
- QuikMenu

## 互換ハードウェア
- ATIテクノロジーズ Mach8, Mach32[1], Graphics Vantage, 8514/Ultra
- チップス・アンド・テクノロジーズ F82C480 B EIZO - AA40, F82C481 Miro Magic Plus
- Matrox MG-108
- NEC Multisync Graphics Engine
- IIT AGXおよびTsengLabs ET4000もまたIBM 8514互換とされている。

## 表示能力
8514は最初のGPUの一つとして紹介された。Byte Magazineはその能力について詳細な記事を掲載した。当時、8514はビジネスユースに非常に有力なGPUとして考えられていた。
8514にはグラフィックオブジェクトの非常に小さなセットを描くためのコマンドはあるが、単一ピクセルを描画するコマンドはなかった。ピクセルの書き込みを行うには指定位置のピクセルから同じ位置のピクセルに線として描画する必要があった。
8514がサポートする画面モードを挙げる。
- 640x480 262,144（18ビット）色中256色
- 1024x768  262,144（18ビット）色中256色
- 640x480 80x34字 テキストモード
- 1024x768 85x38字 テキストモード
- 1024x768 146x51字 テキストモード

後の互換ボードは追加の解像度をサポートした。
- 800x600 16ビットおよび24ビット色深度
- 1280x1024 16ビットおよび24ビット色深度

8514は、日本IBMの開発、販売していたマルチステーション5550の表示回路を発展させたもので、このアダプター自体はVGAやその互換機能を持たない。アダプターはMicro ChannelコネクターのAVE(Auxiliary Video Extension)を通じてマザーボードからの映像信号をスルー出力できる構造になっており、マザーボード側にMCGAやVGAなどの基本グラフィック機能が存在することを前提にしていた。

## 関連記事
- マルチステーション5550 - グラフィック画面は8514/Aと同じ1024x768の解像度をサポートする。